# Партія центру (Швеція)
Партія центру (швед. Centerpartiet) — шведська ліберальна партія, в основному займається питаннями охорони довкілля і проблемами села. У минулому була типовою аграрною партією. Виступає проти ядерної енергії і закликає до децентралізації влади. ЇЇ виборці тепер в основному сільські жителі та підприємства малого бізнесу.
Головними пріоритетами партії є національна економіка, навколишнє середовище, політична децентралізація та соціальна інтеграція. Партія є членом Альянсу лібералів і демократів за Європу, Ліберального Інтернаціоналу та Оновити Європу
З 2011 лідером партії є Енні Леф.

## Історія
Партія центру була заснована у 1913 році як Селянський союз (швед. Bondeförbundet). Дев'ять років по тому, у 1922 році, поглинається Jordbrukarnas Riksförbund (Національною спілкою фермерів), зберігаючи при цьому свою назву до 1958 року.
Входила до урядової коаліції з соціал-демократами у 1936–1945 і 1951–1957, але потім стала ближче до правоцентристських партій, які почали створювати свої власні уряди (1976–1982 і 1991–1994).
Лідер партії в 1971-1985 рр. Турб'єрн Фельдін тричі ставав прем'єр-міністром Швеції. Партія Центру позиціює себе як несоціалістична, однак, попри це, співпрацює з соціал-демократами.
У 2006 році партія почала змінювати свої політичні погляди, прагнучи до класичного лібералізму.

## Ідеологія
Партія Центру була заснована як політична організація сільських жителів Швеції. Довгий час позиціювала себе як центристська, співпрацюючи з партіями як правими, так і лівими. У зв'язку з урбанізацією країни їй довелося не тільки змінити назву, але і зайнятися залученням міських виборців. На початок 2020-х центристи характеризують свою ідеологію як «зелений лібералізм». Головні завдання партії - охорона навколишнього середовища, боротьба зі зміною клімату, розвиток підприємництва, зайнятість. Проте партії довелося заради членства в Альянсі за Швецію погодитися з будівництвом в країні нових атомних реакторів.

## Організаційна структура
Партія Центру складається з дистриктів (distrikt), дистрикти з районів (krets), по одному на комуну.
Вищий орган - партійна дума (partistämma), між партійними думами - партійні правління (partistyrelse), вищі органи дистриктних організацій - дистриктиальні думи (distriktsstämma), між дистриктиальними думами - дистриктуальне правління (distrikststyrelse), вищі органи районних організацій - районні збори (kretsmöte) , між районними зборами - районні правління (kretsstyrelse).
Суміжні організації:
- Союз молоді Партії Центру (Centerpartiets ungdomsförbund)
- Студенти Центру (Centerstudenter)
- Жінки Центру (Centerkvinnorna)
- ЛГБТ-мережа Партії Центру (Centerpartiets HBT-nätverk)

## Участь у виборах
На виборах до Риксдагу 17 вересня 2006 року набрала 7,88% (437 389) голосів і отримала 29 місць з 349, посівши 3-е місце.
За підсумками виборів, що відбулися 19 вересня 2010 року партія отримала 380 342 (6,6%) голосів і 22 депутатських місця. 
У виборах 2014 року партія набрала 6.11% голосів виборців і зайняла 22 місця у Риксдазі.
На виборах 2018 року партія набрала 8.6% голосів і отримала 31 депутатське місце.

### Риксдаг
| Вибори        | Голоси    | %         | Місць    | +/–  | Уряд                 |
| ------------- | --------- | --------- | -------- | ---- | -------------------- |
| вересень 1914 | 1,507     | 0.2 (#4)  | 0 / 230  |      | Позапарламентська    |
| 1917          | 39,262    | 5.3 (#5)  | 9 / 230  | ▲ 9  | Опозиція             |
| 1920          | 52,318    | 7.9 (#4)  | 20 / 230 | ▲ 11 | Опозиція             |
| 1921          | 192,269   | 11.0 (#4) | 21 / 230 | ▼ 9  | Опозиція             |
| 1924          | 190,396   | 10.8 (#4) | 23 / 230 | ▲ 2  | Опозиція             |
| 1928          | 263,501   | 11.2 (#4) | 27 / 230 | ▲ 4  | Опозиція             |
| 1932          | 321,215   | 14.1 (#3) | 36 / 230 | ▲ 9  | Опозиція (1932-1936) |
| 1932          | 321,215   | 14.1 (#3) | 36 / 230 | ▲ 9  | Уряд меншості (1936) |
| 1936          | 418,840   | 14.4 (#3) | 36 / 230 | ▬ 0  | Коаліція             |
| 1940          | 344,345   | 12.0 (#3) | 28 / 230 | ▼ 8  | Коаліція             |
| 1944          | 421,094   | 13.6 (#3) | 35 / 230 | ▲ 7  | Коаліція (1944-1945) |
| 1944          | 421,094   | 13.6 (#3) | 35 / 230 | ▲ 7  | Опозиція (1945-1948) |
| 1948          | 480,421   | 12.4 (#3) | 30 / 230 | ▼ 5  | Опозиція             |
| 1952          | 406,183   | 10.7 (#4) | 26 / 230 | ▼ 4  | Коаліція             |
| 1956          | 366,612   | 9.5 (#4)  | 19 / 231 | ▼ 7  | Коаліція             |
| 1958          | 486,760   | 12.7 (#4) | 32 / 231 | ▲ 13 | Опозиція             |
| 1960          | 579,007   | 13.6 (#4) | 34 / 232 | ▲ 2  | Опозиція             |
| 1964          | 559,632   | 13.2 (#4) | 36 / 233 | ▲ 1  | Опозиція             |
| 1968          | 757,215   | 15.7 (#2) | 39 / 233 | ▲ 3  | Опозиція             |
| 1970          | 991,208   | 19.9 (#2) | 71 / 350 | ▲ 32 | Опозиція             |
| 1973          | 1,295,246 | 25.1 (#2) | 90 / 350 | ▲ 19 | Опозиція             |
| 1976          | 1,309,669 | 24.1 (#2) | 86 / 349 | ▼ 4  | Коаліція (1976-1978) |
| 1976          | 1,309,669 | 24.1 (#2) | 86 / 349 | ▼ 4  | Опозиція (1978-1979) |
| 1979          | 984,589   | 18.1 (#3) | 64 / 349 | ▼ 22 | Коаліція             |
| 1982          | 859,618   | 15.5 (#3) | 56 / 349 | ▼ 8  | Опозиція             |
| 1985          | 490,999   | 8.8 (#4)  | 43 / 349 | ▼ 13 | Опозиція             |
| 1988          | 607,240   | 11.3 (#4) | 42 / 349 | ▼ 1  | Опозиція             |
| 1991          | 465,356   | 8.5 (#4)  | 31 / 349 | ▼ 11 | Коаліція             |
| 1994          | 425,153   | 7.7 (#3)  | 27 / 349 | ▼ 4  | Опозиція             |
| 1998          | 269,762   | 5.1 (#5)  | 18 / 349 | ▼ 9  | Опозиція             |
| 2002          | 328,428   | 6.2 (#6)  | 22 / 349 | ▲ 4  | Опозиція             |
| 2006          | 437,389   | 7.9 (#3)  | 29 / 349 | ▲ 7  | Коаліція             |
| 2010          | 390,804   | 6.6 (#5)  | 23 / 349 | ▼ 6  | Коаліція             |
| 2014          | 370,834   | 6.1 (#5)  | 22 / 349 | ▼ 1  | Опозиція             |
| 2018          | 557,500   | 8.6 (#4)  | 31 / 349 | ▲ 9  | Підтримка без участі |
| 2022          | 434,945   | 6.7 (#5)  | 24 / 349 | ▼ 7  | TBD                  |

### Європарламент
| Вибори | Голосів | %         | Місць        | +/–     |
| ------ | ------- | --------- | ------------ | ------- |
| 1995   | 192,077 | 7.2 (#5)  | 2 / 22       |         |
| 1999   | 151,442 | 6.0 (#7)  | 1 / 22       | ▼ 1     |
| 2004   | 157,258 | 6.3 (#6)  | 1 / 19       | ▬ 0     |
| 2009   | 173,414 | 5.5 (#7)  | 1 / 181 / 20 | ▬ 0 ▬ 0 |
| 2014   | 241,101 | 6.5 (#6)  | 1 / 20       | ▬ 0     |
| 2019   | 447,641 | 10.8 (#5) | 2 / 20       | ▲ 1     |